# 麻笏河

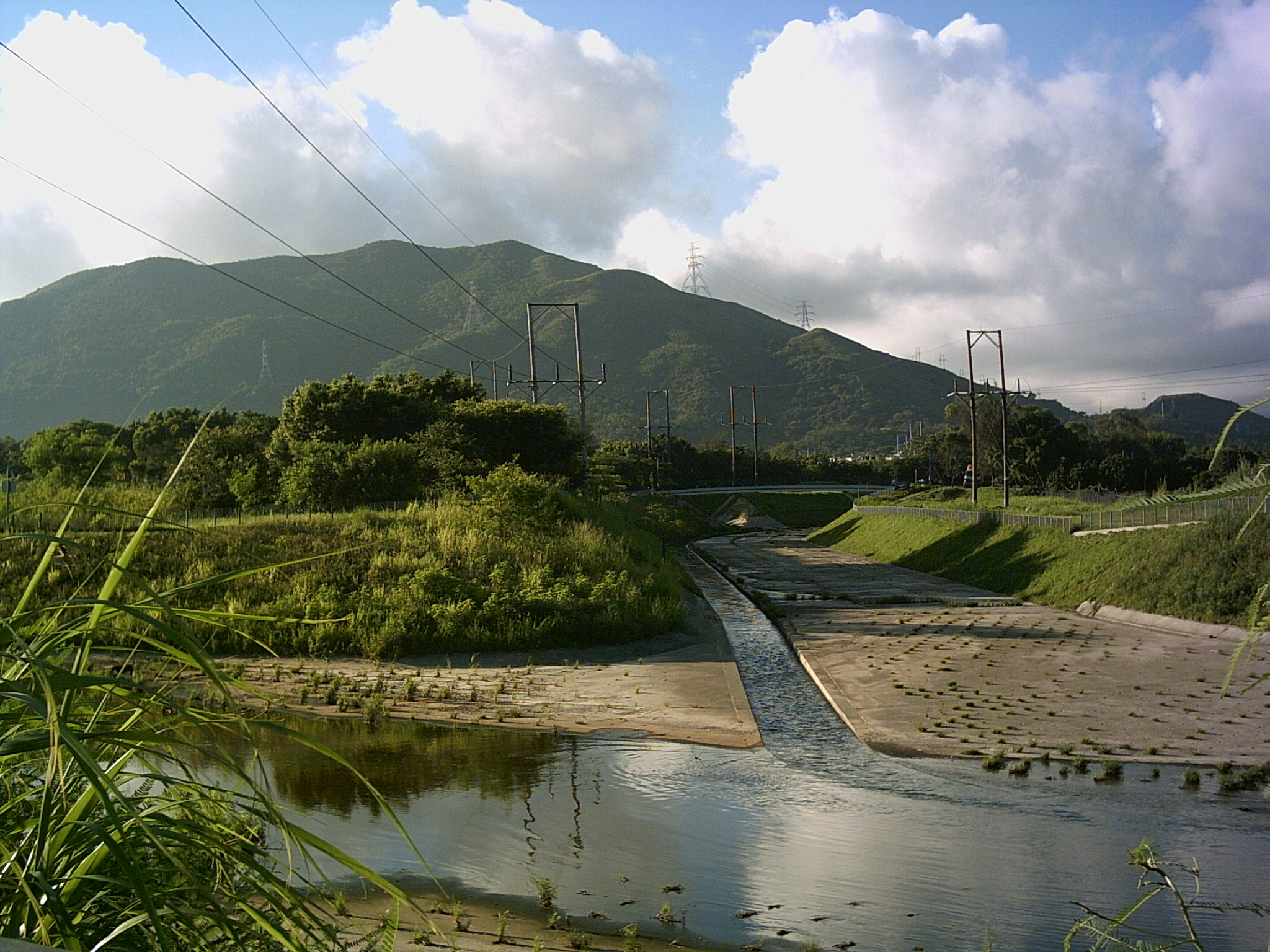
麻笏河和梧桐河合流之處，相中河道淺窄為麻笏河，河道寬闊為梧桐河。

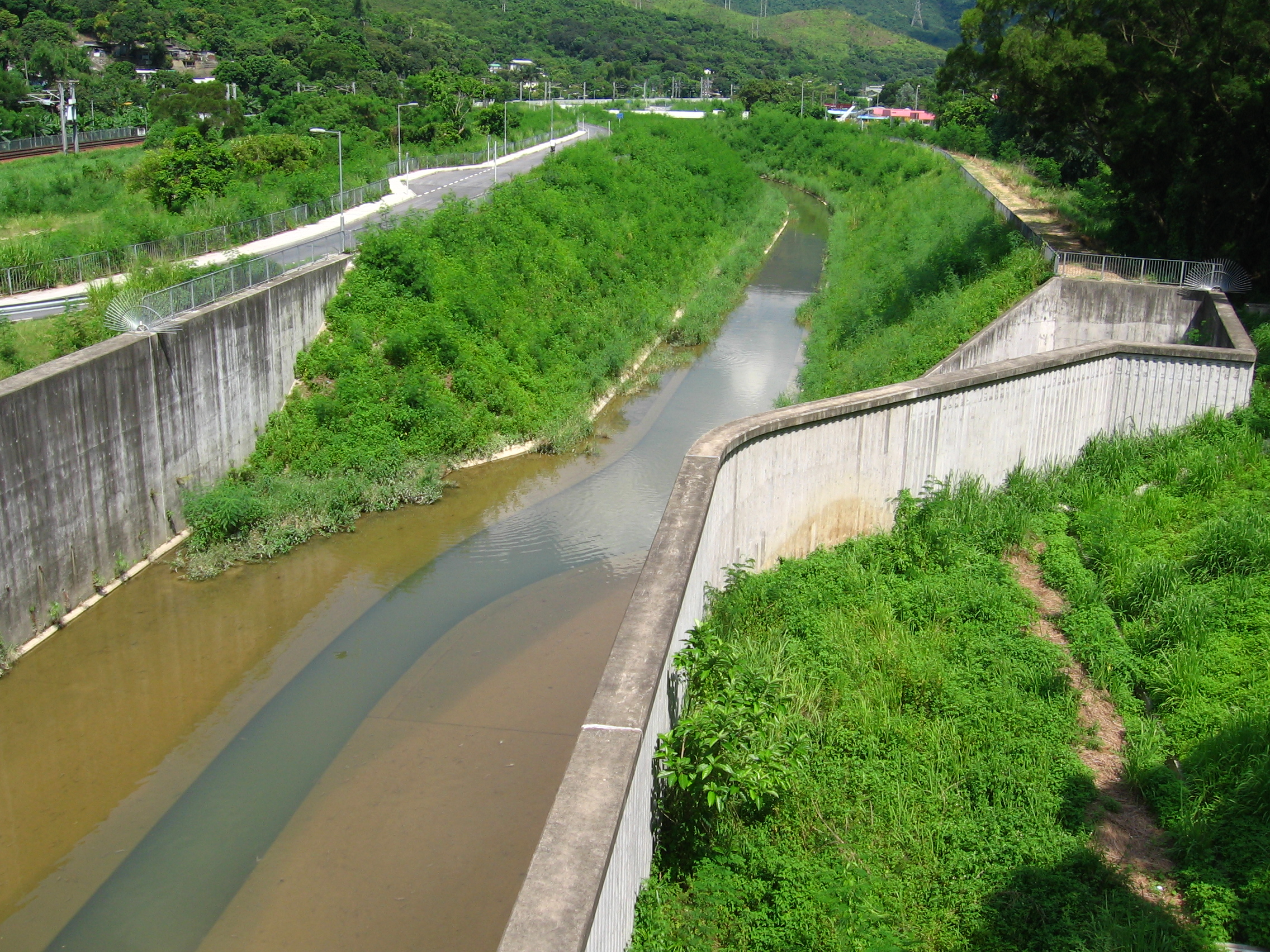
渠務署麻笏河改善工程後，近塘坑。

麻笏河是位於香港新界北區的一條河流，上流始於大埔九龍坑山，流經康樂園及粉嶺安樂村的東面，在龍躍頭和梧桐河合流，最後流入深圳河。

## 水浸黑點
麻笏河是大埔九龍坑水浸問題的根源，由於麻笏河河道淺窄，排洪能力不足，是兩個四級以上水浸黑點之一。2005年6月24日的一場豪雨，水浸至1米高，影響鄰近包括九龍坑、元嶺、和合石村、南華莆和塘坑東村五條村約4,000村民，損失嚴重。
渠務署耗資1億6,000多萬港元治理大埔麻笏河，於2005年6月展開第一期改善工程，受工程影響而需搬遷的九龍坑村民共有84戶（共162人），改善工程透過拉直、加闊（原來4至15米的河道擴闊至26至36米）及挖深河道，將兩條舊行車橋重建升高，改善河道「樽頸」位置的排洪能力，靠近元嶺村的支流位置，以往是排洪能力較低的「樽頸」位，為解決問題，於港鐵東鐵綫路軌下，開鑿四條長2.1米的大型地下排水管道，疏導洪水，另增加一條排洪繞道，新河道可將七成雨水疏導流入梧桐河，再將洪水排入深圳河。預計於2008年年底完工，到時可提昇麻笏河的排洪能力，減低附近地區的水浸威脅，河道排水量增加至每秒300立方米，足以抵擋五十年一遇的大雨。至於第二期工程則是改善餘下4公里的河道，造價逾2億港元。

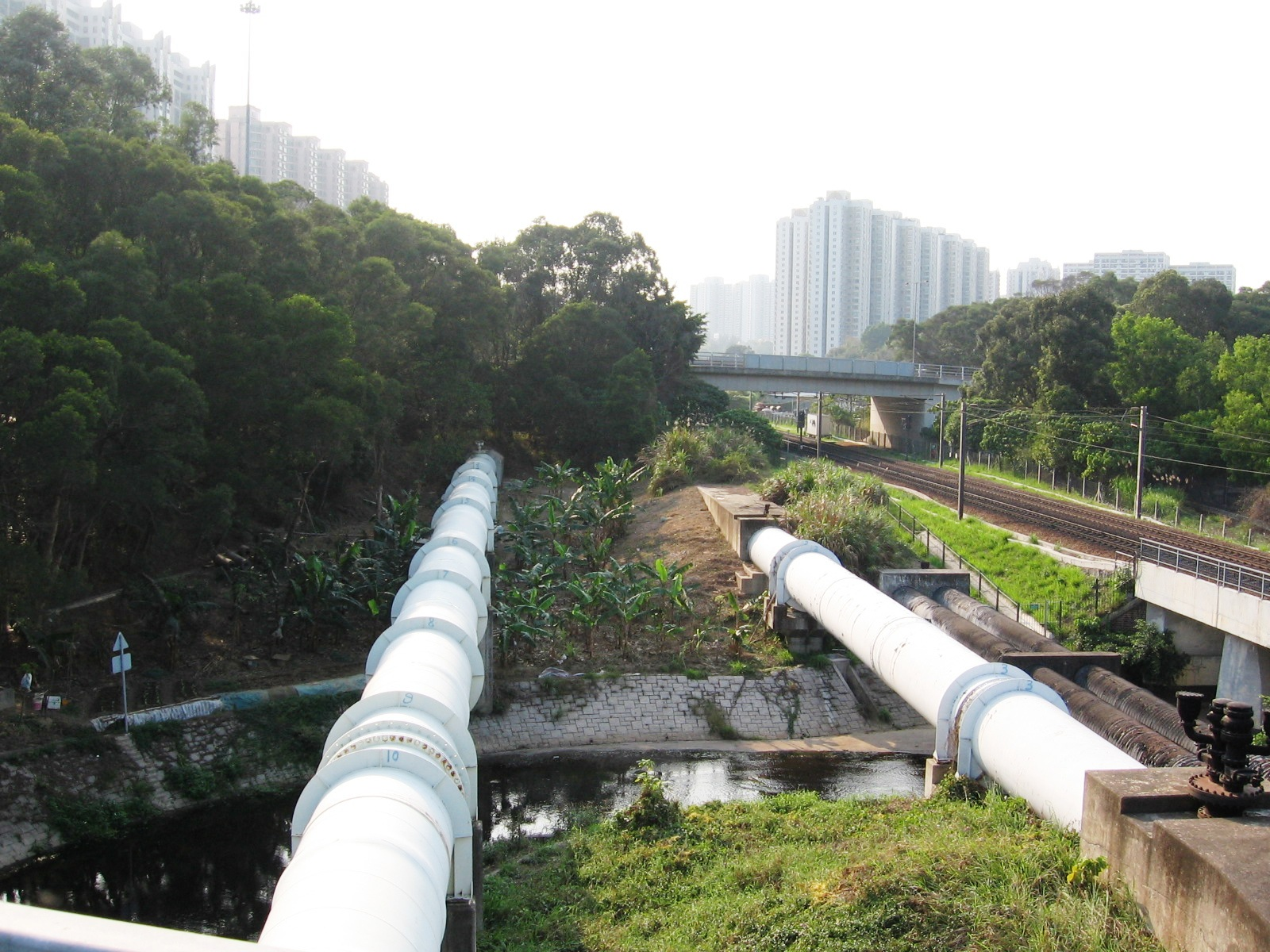
2005年3月，麻笏河近塘坑穿越東江水管和東鐵軌道橋下。
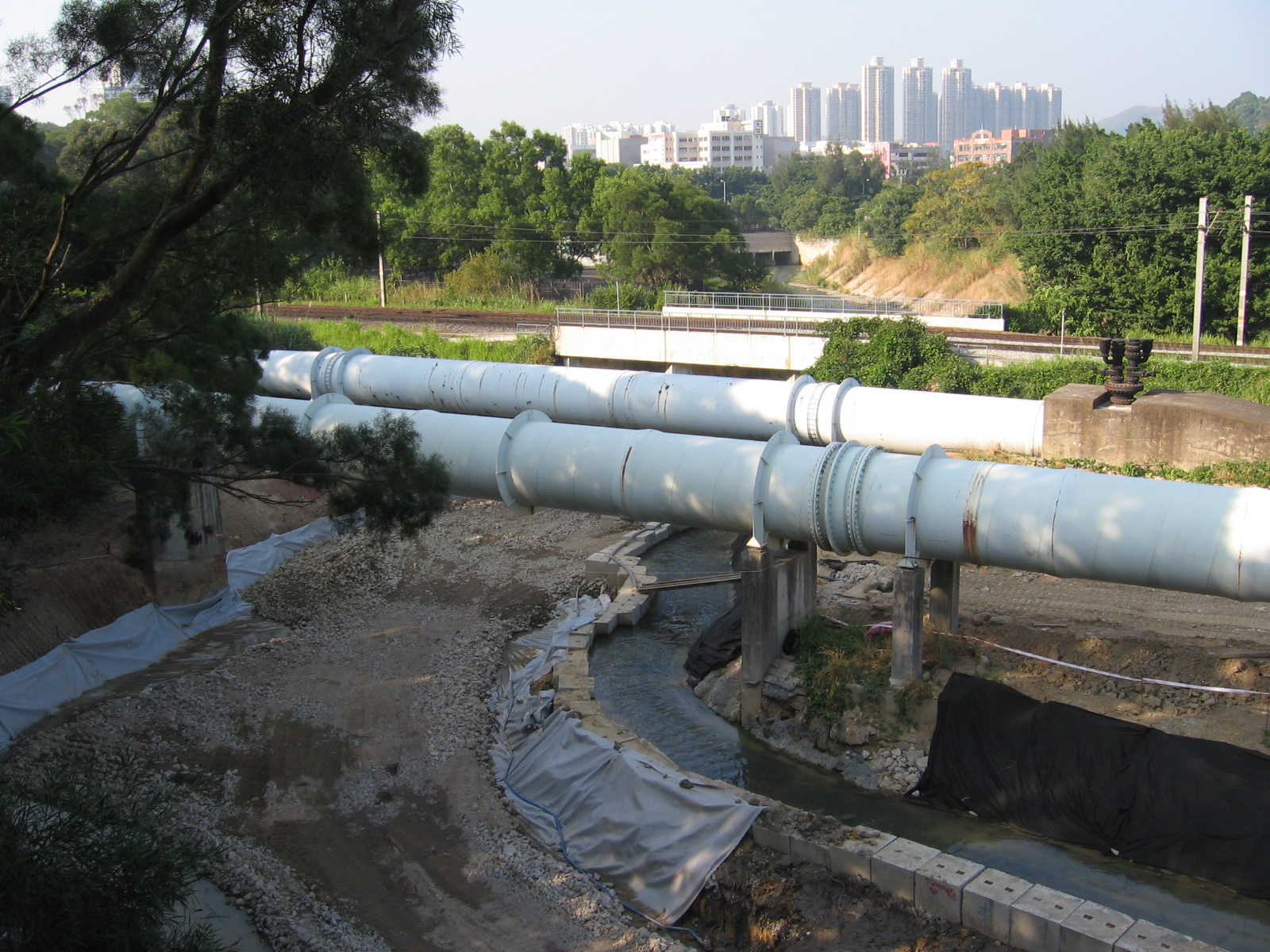
2005年11月，麻笏河穿越東江水管和東鐵軌道橋下的改善工程施工現場。
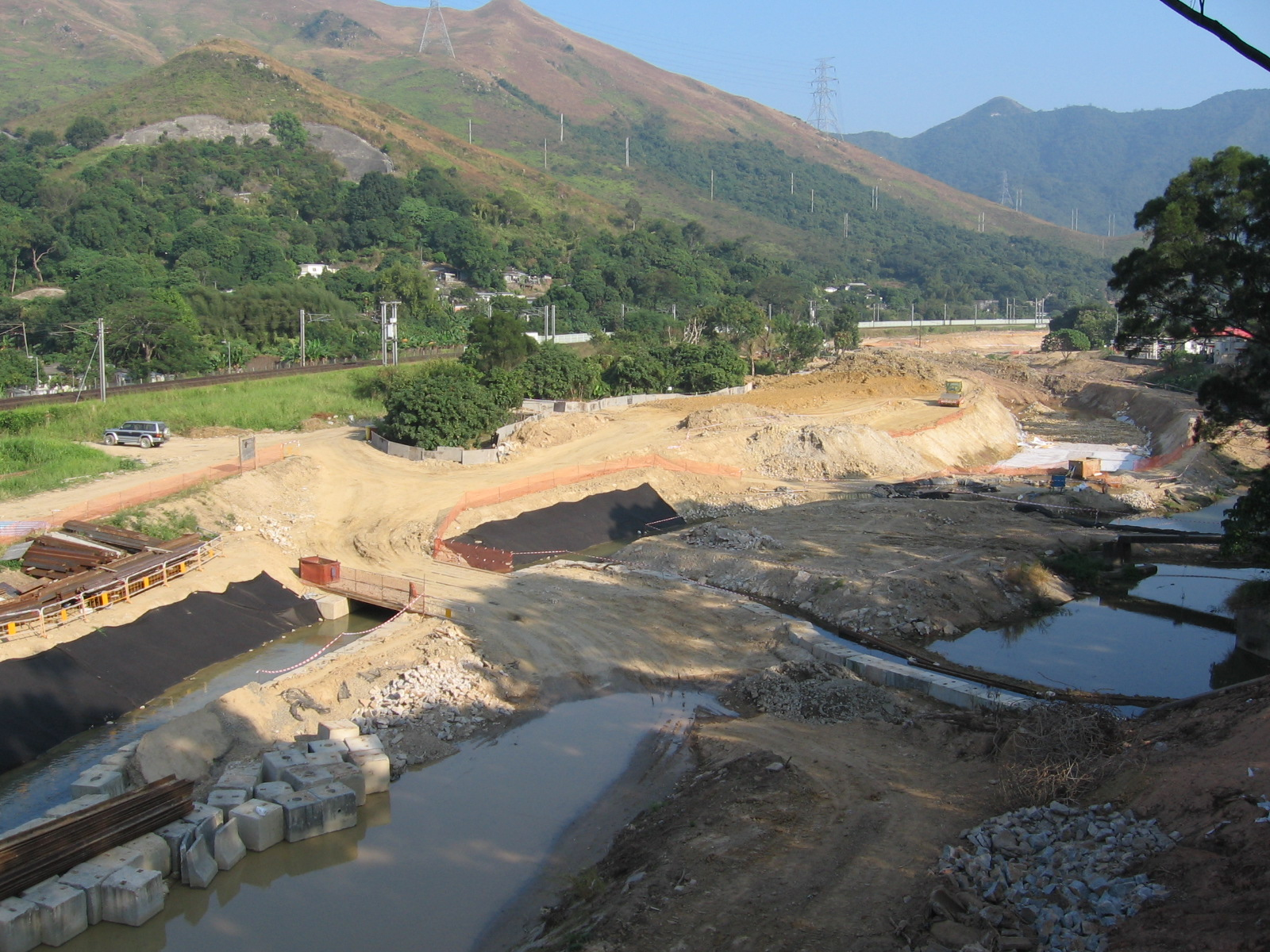
2005年11月，麻笏河近塘坑的改善工程施工現場。
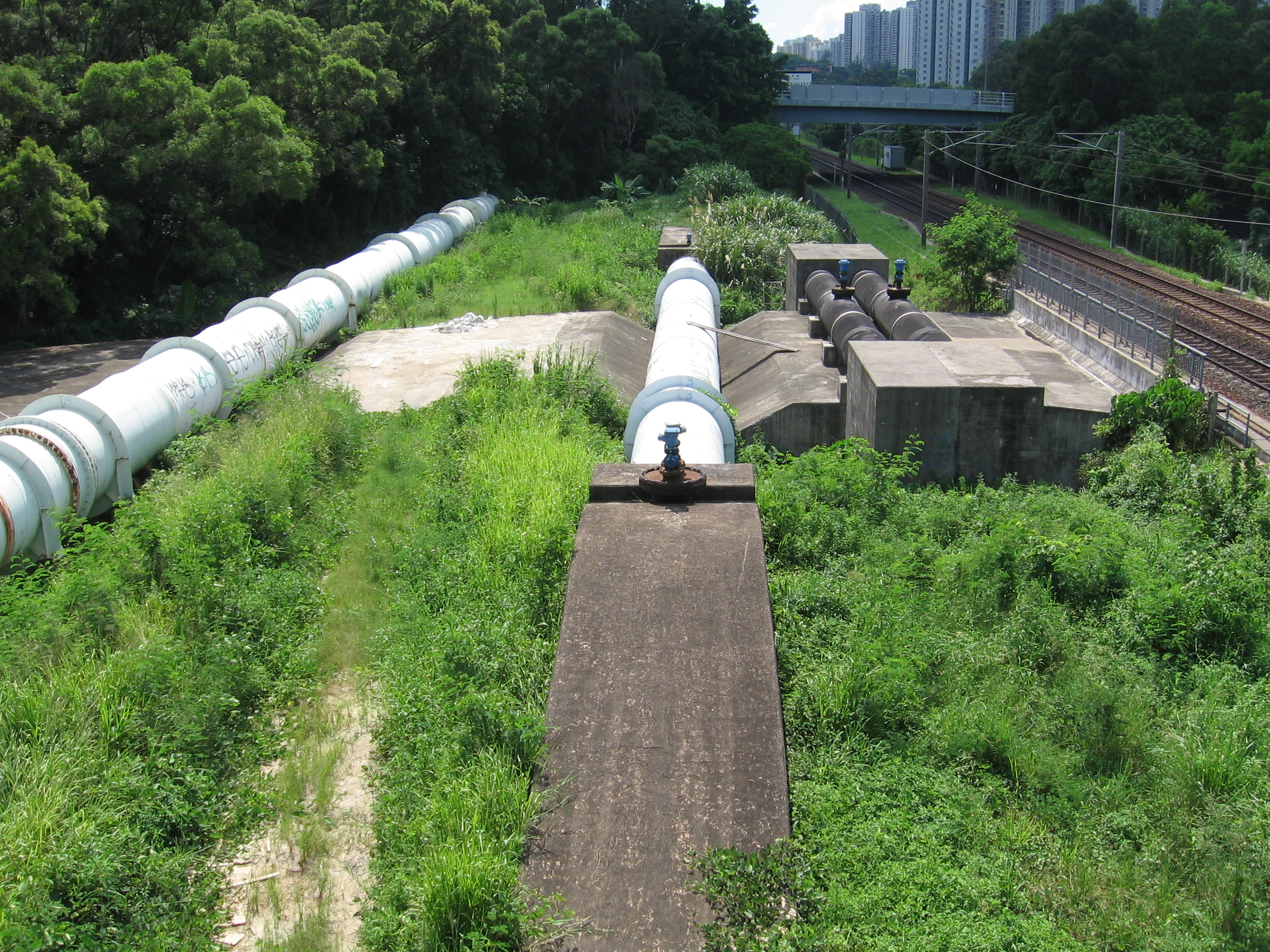
渠務署麻笏河改善工程後，穿越東江水管和東鐵軌道一處被覆蓋成一段暗渠。

## 環保工程
麻笏河重建河道加入環保元素，以前人工河道的河床部份主要鋪上石屎，而麻笏河則在河底擺放石塊，提供適合兩棲動物的生態環境，河岸兩旁則鋪設草磚，除可以鞏固河堤外，在草磚上再種樹，綠化河道兩岸。